# Philodromus casseli
Philodromus casseli este o specie de păianjeni din genul Philodromus, familia Philodromidae, descrisă de Simon, 1899.
Este endemică în Mali. Conform Catalogue of Life specia Philodromus casseli nu are subspecii cunoscute.